# Trigger (gitarr)
Trigger är smeknamnet på Willie Nelsons akustiska nylonsträngade gitarr, en Martin N-20. Nelson testade ett flertal gitarrer från olika tillverkare i början på sin karriär. Efter att en av hans gitarrer blivit förstörd 1969, så köpte han en Martin N-20.
Nelsons tanke var att efterlikna Django Reinhardts spelstil och gitarrljud. Han förstärkte sedan sin akustiska gitarr, vilket resulterade i hans säregna gitarrljud.

## Bakgrund
När Nelson hade kontrakt med RCA Records brukade gitarrtillverkare låna ut, eller ge gitarrer till honom för att testa dem. Tidigt i sin karriär spelade Nelson på instrument från Fender, bland modellerna Telecaster, Jaguar och Jazzmaster. Nelson spelade sedan på gitarrer från Gibson. Före en konsert 1969 gav Baldwin Piano Company honom sin nya gitarr, en elförstärkt nylonsträngad gitarr av modellen 800C, med en Prismatone stereopickup, samt en förstärkare att testa denna med.

## Martin N-20

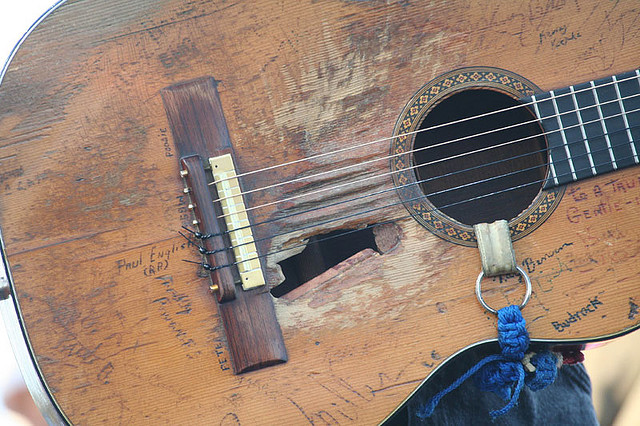

Under en konsert på Floore's Country Store i Helotes, Texas, trampade en berusad man på Nelsons Baldwingitarr. David Zettner och Jimmy Day, som spelade i Nelsons kompband "Family", tog med gitarren till instrumentmakaren Shot Jackson, i Nashville, Tennessee. Jackson, som ansåg att skadan var för stor för att reparera, erbjöd Nelson en Martin N-20 nylonsträngad klassisk gitarr tillverkad av brasilianskt rosenträ. Nelson instruerade honom över ett telefonsamtal att flytta pickupen från Baldwingitarren till den nya Martingitarren. Instrumentet tillät honom att förstärka hans akustiska ljud vid konserter i större lokaler. Nelson köpte gitarren utan att ha sett den för 750 dollar, och döpte den efter Roy Rogers häst "Trigger".